# Seleção Russa de Futebol
A Seleção Russa de Futebol (em russo:  национа́льная сбо́рная Росси́и по футбо́лу, natsionálnaya sbórnaya Rossii po futbólu) representa a Rússia nas competições de futebol da FIFA. Atualmente está suspensa desde 2022 devido a Invasão da Ucrânia pela Rússia
Surgiu após a dissolução da Seleção da CEI, criada apenas para disputar a Eurocopa de 1992, para a qual a seleção da URSS, extinta juntamente com o país no ano anterior, já estava classificada.[carece de fontes?]
Desde o colapso do comunismo, os russos não conseguem obter os mesmos resultados da antiga URSS no futebol: foram eliminados na primeira fase em três das 4 Copas  que disputaram em  (1994, 2002 e 2014), mas no ano em que sediaram 2018 eles foram longe e chegaram até as Quartas de final, sendo eliminados apenas para respectiva vice-campeã Croácia e não se classificaram para nenhuma Olimpíada.[carece de fontes?]
Foi eliminada na primeira fase em 4 das 5 Eurocopas disputadas como país independente (1996, 2004, 2012 e 2016), mas se classificou como quarto colocado em 2008, sendo derrotada apenas nas semifinais pela Espanha, que se sagraria campeã.[carece de fontes?]
Sob o comando do técnico neerlandês Guus Hiddink, criou-se um otimismo entre a torcida russa, especialmente depois da classificação dramática para a Eurocopa de 2008.[carece de fontes?]
Na Universíada, obtiveram uma medalha de bronze em 1995. A Rússia sediou a Copa do Mundo de 2018.[carece de fontes?]

## Desempenhos em Competições

### Copas do Mundo
| Ano       | Fase                 | Posição              | J                    | V                    | E                    | D                    | GP                   | GC                   |
| --------- | -------------------- | -------------------- | -------------------- | -------------------- | -------------------- | -------------------- | -------------------- | -------------------- |
| 1930–1990 | Como União Soviética | Como União Soviética | Como União Soviética | Como União Soviética | Como União Soviética | Como União Soviética | Como União Soviética | Como União Soviética |
| 1994      | Primeira fase        | 18/24                | 3                    | 1                    | 0                    | 2                    | 7                    | 6                    |
| 1998      | Não classificou-se   | Não classificou-se   | Não classificou-se   | Não classificou-se   | Não classificou-se   | Não classificou-se   | Não classificou-se   | Não classificou-se   |
| 2002      | Primeira fase        | 22/32                | 3                    | 1                    | 0                    | 2                    | 4                    | 4                    |
| 2006      | Não classificou-se   | Não classificou-se   | Não classificou-se   | Não classificou-se   | Não classificou-se   | Não classificou-se   | Não classificou-se   | Não classificou-se   |
| 2010      | Não classificou-se   | Não classificou-se   | Não classificou-se   | Não classificou-se   | Não classificou-se   | Não classificou-se   | Não classificou-se   | Não classificou-se   |
| 2014      | Primeira fase        | 24/32                | 3                    | 0                    | 2                    | 1                    | 2                    | 3                    |
| 2018      | Quartas de final     | 8/32                 | 5                    | 2                    | 2                    | 1                    | 11                   | 7                    |
| 2022      | Suspensa pela FIFA   | Suspensa pela FIFA   | Suspensa pela FIFA   | Suspensa pela FIFA   | Suspensa pela FIFA   | Suspensa pela FIFA   | Suspensa pela FIFA   | Suspensa pela FIFA   |
| 2026      | A definir            | A definir            | A definir            | A definir            | A definir            | A definir            | A definir            | A definir            |
| Total     | 4/22                 | 0 títulos            | 14                   | 4                    | 4                    | 6                    | 24                   | 20                   |

### Copa do Mundo 1994
Na Copa de 1994, o primeiro torneio oficial disputado como Rússia, figuraram nada menos que 9 jogadores estrangeiros no time: os ucranianos Yuri Nikiforov, Vladyslav Ternavs'kyi, Illya Tsymbalar, Viktor Onopko e Serhiy Yuran; o bielorrusso Syarhey Harlukovich (o único, ao lado do russo Alexander Borodyuk, a ter disputado Copas pela URSS e pela Rússia); Andrey Pyatnitskiy (nascido no Uzbequistão); o georgiano Omar Tetradze; e Valeriy Karpin (nascido na Estônia). Além deles, figurantes de minorias étnicas na Rússia, como Oleg Salenko (russo de origem ucraniana) e Stanislav Cherchesty (osseta), na competição a Seleção Russa caiu no grupo B, ao lado de Brasil, Suécia e Camarões, sendo eliminada na primeira fase, porém como consolo teve Oleg Salenko como artilheiro do torneio ao lado de Hristo Stoichkov ambos com 6 gols.[carece de fontes?]

### Copa do Mundo 2002
Na edição de 2002, a história se repetiu: Nikiforov e Onopko tiveram a companhia de outro compatriota, Serhiy Semak; Karpin e Cherchesty foram novamente convocados; e outra minoria étnica, os tártaros, foram representados por Ruslan Niğmätullin e Marat İzmailev e mais uma vez a seleção é eliminada na primeira fase, começando com uma vitória sobre a Tunísia, porém sendo derrotada pelo Japão e Bélgica.[carece de fontes?]

### Eliminatórias Copa 2006 e 2010
Nas eliminatórias para a Copa do Mundo de 2006 a Rússia, esteve presente no Grupo 3 sendo considerada uma das favoritas da chave ao lado de Portugal, porém acabou ficando em terceiro, perdendo a vaga para a Eslováquia e Portugal, além de sofrer uma humilhante goleada de 7x1 pelos Lusos. Depois do sucesso na Eurocopa de 2008 a Seleção Russa esteve prestes a conseguir a vaga para a Copa do Mundo FIFA de 2010, mas a regra do gol fora de casa colocou fim às chances russas contra a Eslovênia: derrota por 1 a 0 em Maribor e vitória por 2 a 1 em Moscou (por ter marcado dois gols fora, enquanto a Rússia não marcou nenhum em Maribor, a Eslovênia garantiu a vaga). Em junho de 2010, Hiddink é substituído por seu compatriota Dick Advocaat.[carece de fontes?]

### Eliminatórias 2014 e retorno a copa
Com a chegada de Fabio Capello no comando da equipe, diversos grande jogadores como Andrey Arshavin, Roman Pavlyuchenko e Pavel Pogrebnyak não foram mais relacionados, dando lugar a novos nomes como Viktor Fayzulin, Aleksandr Samedov e Aleksandr Kokorin, que foram fundamentais para a classificação da Rússia, em primeiro lugar no Grupo a frente de Portugal, tendo como principal característica o entrosamento entre seus jogadores. [carece de fontes?]

### Copa do Mundo 2014
Na Copa do Mundo 2014 a Seleção Russa mesmo embalada após uma ótima campanha nas eliminatórias, foi eliminada na primeira fase, empatando  com Coreia do Sul 1x1, Argélia 1x1 e perdendo para Bélgica por 1x0. O único destaque Russo foi o goleiro Igor Akinfeev que sofreu um chamado frango na partida contra a Coreia do Sul e virou alvo de piadas nas redes sociais.[carece de fontes?]

### Copa do Mundo 2018
Desta vez como anfitriã a Rússia não precisou passar pela eliminatória, e se classificou direto como país-sede, sendo cabeça de chave do Grupo A, com Uruguai, Arábia Saudita e o badalado Egito de Mohamed Salah. A Rússia venceu o primeiro jogo contra Arábia Saudita por 5x0 e o segundo jogo contra o Egito por 3x1. Perdeu o último jogo da fase de grupos por 3x0 para o Uruguai, mas mesmo assim conseguiu a classificação histórica para as Oitavas de Final, onde passou pela favorita Espanha nos pênaltis por 4x3, onde o goleiro Igor Akinfeev virou herói após defender 2 pênaltis decisivos. A Rússia só iria ser parada pela respectiva vice-campeã Croácia em um jogo afoito e muito disputado que terminou 2x2 no tempo normal, mas que foi vencido pela Croácia nos pênaltis por 4x3. O Lateral Mário Fernandes que fez o gol de empate russo na prorrogação, errou um pênalti que foi vital para a eliminação Russa.[carece de fontes?]

### Eurocopas
| Anos      | Rodada               | Posição              | J                    | V                    | D                    | E                    | GS                   | GM                   |
| --------- | -------------------- | -------------------- | -------------------- | -------------------- | -------------------- | -------------------- | -------------------- | -------------------- |
| 1960–1992 | Como União Soviética | Como União Soviética | Como União Soviética | Como União Soviética | Como União Soviética | Como União Soviética | Como União Soviética | Como União Soviética |
| 1996      | Primeira fase        | 14/16                | 3                    | 0                    | 1                    | 2                    | 4                    | 8                    |
| 2000      | Não classificou-se   | Não classificou-se   | Não classificou-se   | Não classificou-se   | Não classificou-se   | Não classificou-se   | Não classificou-se   | Não classificou-se   |
| 2004      | Primeira fase        | 11/16                | 3                    | 1                    | 0                    | 2                    | 2                    | 4                    |
| 2008      | Terceiro lugar       | 3/16                 | 5                    | 3                    | 0                    | 2                    | 7                    | 8                    |
| 2012      | Primeira fase        | 9/16                 | 3                    | 1                    | 1                    | 1                    | 5                    | 3                    |
| 2016      | Primeira fase        | 23/24                | 3                    | 0                    | 1                    | 2                    | 2                    | 6                    |
| 2021      | Primeira fase        | 19/24                | 3                    | 1                    | 0                    | 2                    | 2                    | 7                    |
| 2024      | Suspensa pela UEFA   | Suspensa pela UEFA   | Suspensa pela UEFA   | Suspensa pela UEFA   | Suspensa pela UEFA   | Suspensa pela UEFA   | Suspensa pela UEFA   | Suspensa pela UEFA   |
| Total     | 6/16                 | 0 títulos            | 20                   | 6                    | 3                    | 11                   | 22                   | 36                   |

### Eurocopa de 1996
Depois de fracassar dois anos antes na copa, os russos conseguiram se classificar para a sua primeira Eurocopa como país independente, caindo no grupo C ao lado de Itália, Alemanha e República Tcheca, sendo eliminados na primeira fase pela República Tcheca.[carece de fontes?]

### Eurocopa de 2004
Não conseguindo classificar-se para a Euro de 2000, os russos voltam na edição de 2004, com uma mescla de novos e velhos jogadores, como Viktor Onopko e Evgeni Aldonin, e mais uma vez foram eliminados na fase de grupos, conseguindo somente uma vitória sobre a Grécia na última rodada.[carece de fontes?]

### Eurocopa de 2008
Depois de uma dramática campanha nas eliminatórias sob o comando do renomado treinador Guus Hiddink os russos demonstraram volta à boa fase, sendo a grande surpresa do torneio, derrotando a  Grécia campeã de 2004 e a Suécia, ambas na primeira fase, além da favorita Holanda por 3x1 nas quartas, porém assim como na estreia foram derrotados nas semifinais pela Espanha, futura campeã. revelando tardiamente à Europa bons jogadores da atual safra, como o goleiro Igor Akinfeyev, os meias Dmitri Torbinskiy, Yuri Zhirkov e Konstantin Zyryanov e os atacantes Roman Pavlyuchenko e Andrei Arshavin, maestro da equipe.[carece de fontes?]

### Eurocopa de 2012
Sob o comando de outro Holandês Dick Advocaat e com um elenco experiente, aplicaram uma goleada de 4 x 1 contra a República Tcheca, mesmo com grande favoritismo em seu grupo, a seleção russa caiu diante da Grécia, motivo de grande decepção para os torcedores, mesmo
tendo o jovem Alan Dzagoev como um dos artilheiros do torneiro.[carece de fontes?]

### Eurocopa de 2016
Sob o comando de Leonid Slutsky, a seleção russa foi eliminada da fase de grupos, após empatar com a Inglaterra por 1x1, perder para a Eslováquia por 2x1 e perder para o País de Gales por 3x0.[carece de fontes?]

### Liga das Nações da UEFA
| Desempenho na Liga das Nações da UEFA | Desempenho na Liga das Nações da UEFA | Desempenho na Liga das Nações da UEFA | Desempenho na Liga das Nações da UEFA | Desempenho na Liga das Nações da UEFA | Desempenho na Liga das Nações da UEFA | Desempenho na Liga das Nações da UEFA | Desempenho na Liga das Nações da UEFA | Desempenho na Liga das Nações da UEFA |
| Ano                                   | Divisão                               | Fase                                  | J                                     | V                                     | E                                     | D                                     | GP                                    | GC                                    |
| ------------------------------------- | ------------------------------------- | ------------------------------------- | ------------------------------------- | ------------------------------------- | ------------------------------------- | ------------------------------------- | ------------------------------------- | ------------------------------------- |
| 2018-19                               | B                                     | 17º colocado                          | 4                                     | 2                                     | 1                                     | 1                                     | 4                                     | 3                                     |
| 2020-21                               | B                                     | 24° colocado                          | 6                                     | 2                                     | 2                                     | 2                                     | 9                                     | 12                                    |
| 2022-23                               | B                                     | Suspensa pela UEFA                    | Suspensa pela UEFA                    | Suspensa pela UEFA                    | Suspensa pela UEFA                    | Suspensa pela UEFA                    | Suspensa pela UEFA                    | Suspensa pela UEFA                    |
| Total                                 |                                       | 2/3                                   | 10                                    | 4                                     | 3                                     | 3                                     | 11                                    | 15                                    |

### Liga das nações de 2018-2019
Sob o comando de Stanislav Cherchesov A Rússia disputou a Liga B da Liga das Nações, num grupo com Seleção Sueca de Futebol e a Seleção Turca de Futebol, a Rússia começou badalada vencendo a Turquia por 1x2, empatou com a Suécia por 0x0 e logo após venceu a Turquia por 2x0 em Moscou, mas Perdeu para a Suécia na última rodada por 2x0 e por conta do saldo de gols a Rússia permaneceu na Liga B da Europa.[carece de fontes?]

## Títulos de base

### Seleção Sub-17
- Eurocopa Sub-17: 2 (2006 e 2013)

## Campanhas de destaque
- 3° Lugar na Eurocopa de 2008
- Medalha de Bronze na Universíada de 1995

## Campanhas e Qualificações
| Copa do Mundo                                                                         | Eurocopa                                                                   |
| ------------------------------------------------------------------------------------- | -------------------------------------------------------------------------- |
| 1994 - Terminados em 2. Qualificações do grupo, qualificado para o mundial de 1994    | 1996 - Terminados em 1. Qualificadas grupo, qualificados para Euro 1996    |
| 1998 - 2º Terminados no grupo de qualificação, perdeu para a Itália nos play offs.    | 2000 - Terminados em 3º no grupo de qualificação.                          |
| 2002 - Terminados em 1. Qualificações do grupo, qualificados para mundial de 2002     | 2004 - Terminados em 2. Qualificações do grupo, qualificado para Euro 2004 |
| 2006 - Terminados em Qualificação no grupo 3.                                         | 2008 - Terminados em 2. Qualificadas grupo, qualificados para Euro 2008    |
| 2010 - 2º Terminados no grupo de qualificação, perdeu para a Eslovénia nos play offs. | 2012 - Qualificadas grupo, qualificados para Euro 2012                     |
| 2014 - Terminados em 1 da Qualificação no grupo, qualificados para mundial de 2014    | 2016 - Terminados em 2. Qualificadas grupo, qualificados para Euro 2016    |
| 2018 - Qualificados automaticamente por ser o país-sede'                              | 2020 - por definir                                                         |

## Recordes individuais

### Mais partidas

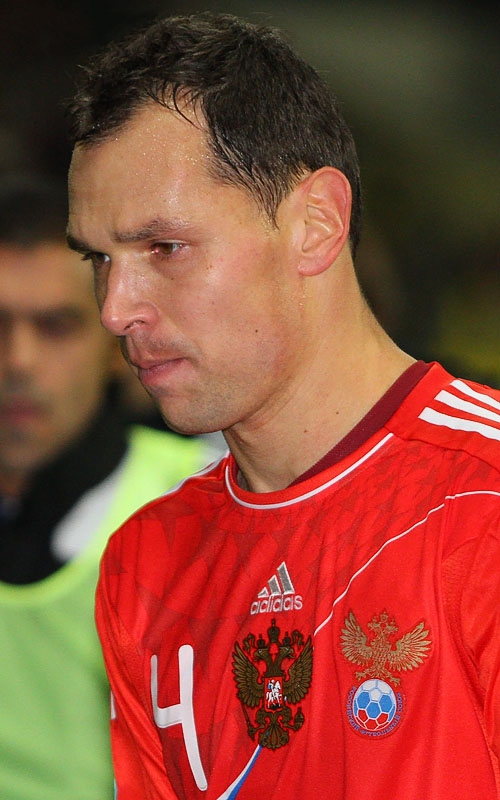
Sergei Ignashevich é o jogador que mais atuou com a camisa da Seleção Russa de Futebol.

Os onze futebolistas que mais vezes atuaram com a camisa da Seleção Russa de Futebol.[carece de fontes?]
| Nº  | Nome                  | Período       | Jogos |
| --- | --------------------- | ------------- | ----- |
| 1º  | Sergei Ignashevich    | 2002–presente | 119   |
| 2º  | Igor Akinfeev         | 2004–2018     | 111   |
| 3º  | Viktor Onopko         | 1992–2004     | 109   |
| 4º  | Vasiliy Berezutskiy   | 2003–2018     | 102   |
| 5º  | Aleksandr Kerjakov    | 2002–2017     | 91    |
| 6º  | Yuri Zhirkov          | 2005–presente | 80    |
| 7º  | Aleksandr Anyukov     | 2004–2013     | 77    |
| 8º  | Andrei Arshavin       | 2002–2012     | 75    |
| 9º  | Valeriy Karpin        | 1992–2003     | 72    |
| 10º | Vladimir Beschastnykh | 1992–2003     | 71    |

- Estão marcados em negrito os futebolistas que ainda estão em atividade.

### Maiores artilheiros
Os onze maiores artilheiros da Seleção Russa de Futebol.[carece de fontes?]
| Nº  | Nome                  | Gols |
| --- | --------------------- | ---- |
| 1º  | Aleksandr Kerjakov    | 30   |
| 1º  | Artem Dzyuba          | 30   |
| 2º  | Vladimir Beschastnykh | 26   |
| 3º  | Roman Pavlyuchenko    | 21   |
| 4º  | Valeriy Karpin        | 17   |
| 4º  | Andrei Arshavin       | 17   |
| 5º  | Dmitriy Sychov        | 15   |
| 6º  | Roman Shirokov        | 13   |
| 7º  | Igor Kolyvanov        | 12   |
| 8º  | Aleksandr Kokorin     | 12   |
| 9º  | Fyodor Smolov         | 11   |
| 10º | Sergey Kiryakov       | 10   |
| 10º | Aleksandr Mostovoy    | 10   |
| 11º | Igor Simutenkov       | 09   |
| 11º | Dmitriy Radchenko     | 09   |
| 11º | Alan Dzagoyev         | 09   |

- Estão marcados em negrito os futebolistas que ainda estão em atividade.
- Existem posições com mais de um futebolista por questão de empate no número de gols marcados.

### Maiores treinadores da Russia.
Os onze treinadores com maior número de partidas a frente da Seleção Russa de Futebol.[carece de fontes?]
| Nº  | Nome                 | Período              | Nº Partidas | Vitórias | Empates | Derrotas |
| --- | -------------------- | -------------------- | ----------- | -------- | ------- | -------- |
| 01º | Oleg Romantsev       | 1994–1996, 1998–2002 | 60          | 36       | 14      | 10       |
| 02º | Guus Hiddink         | 2006–2010            | 39          | 22       | 07      | 10       |
| 03º | Fabio Capello        | 2012-2014            | 33          | 17       | 11      | 05       |
| 04º | Stanislav Cherchesov | 2016-                | 29          | 11       | 08      | 10       |
| 05º | Dick Advocaat        | 2010-2012            | 24          | 12       | 08      | 04       |
| 06º | Pavel Sadyrin        | 1992-1994            | 23          | 12       | 06      | 05       |
| 08º | Boris Ignatyev       | 1996-1998            | 20          | 08       | 08      | 04       |
| 09º | Georgiy Yartsev      | 2003-2005            | 19          | 08       | 06      | 05       |
| 10º | Valery Gazzaev       | 2002-2003            | 09          | 04       | 02      | 03       |
| 11º | Leonid Slutsky       | 2015-2016            | 08          | 06       | 00      | 02       |

- Está marcado em negrito o treinador em atividade.

## Uniformes

### Uniformes atuais
- 1º - Camisa vermelha, calção branco e meias vermelhas;
- 2º - Camisa branca, calção azul e meias brancas.

| Primeiro | Segundo | Primeiro | Alternativo |

### Uniformes dos goleiros
| Cores do Time · Cores do Time · Cores do Time · Cores do Time · Cores do Time | Cores do Time · Cores do Time · Cores do Time · Cores do Time · Cores do Time |

### Uniformes anteriores
- 2018

| Primeiro | Segundo |  |

- 2017

| Primeiro | Segundo |  |

- 2016

| Primeiro | Segundo |  |

- 2014

| Primeiro | Segundo |  |

- 2012

| Primeiro | Segundo |  |

- 2011

| Primeiro | Segundo |

- 2010

| Primeiro | Segundo |

- 2009

| Primeiro | Segundo |

- 2008 (Adidas)

| Primeiro | Segundo |

- 2008 (Nike)

| Primeiro | Segundo |

- 2006

| Primeiro | Segundo |

- 2004

| Primeiro | Segundo |

- 2002

| Primeiro | Segundo |

- 1998

| Primeiro | Segundo |

### Uniforme histórico
- 1952-1991 (URSS)

| Primeiro | Segundo |